# 박범인
박범인(朴範仁, 1959년 8월 30일~)은 대한민국의 정치인이다. 제50대 금산군수이다.

## 학력
- 남일초등학교 (졸업)
- 남일중학교 (졸업)
- 금산고등학교 (졸업)
- 한국방송통신대학교 (영어 / 학사)
- 배재대학교 관광경영대학원 (이벤트축제경영학 / 석사)
- 배재대학교 대학원 (관광경영학 / 박사수료)

## 경력
- 금산군청 기획정보실장
- 금산군청 문화공보관광과장
- 충청남도청 인삼산업담당
- 충청남도청 예산담당관
- 충청남도청 농업정책과장
- 충청남도청 농정국장
- 2022.07 ~ : 제50대 민선 8기 충청남도 금산군수
- 2022.07 ~ : 충남시장·군수협의회 감사
- 2022.09 ~ 2024.06: 대한민국 시장·군수·구청장 협의회 군수대표
- 2022.12 ~ : 고려인삼시군협의회 회장

## 역대 선거 결과
|  | 34.03% |

|  | 56.47% |

| 전임 문정우 | 제50대 충청남도 금산군수 2022년 7월 1일~ |  |